# Лабунська Анжеліка Вікторівна
Анжелі́ка Ві́кторівна Лабу́нська (нар. 2 листопада 1967, Київ, УРСР) — український політик, юристка, громадська діячка та правозахисниця. Народний депутат України V, VI, VII, IX скликань. Голова Житомирської обласної ради з 12 листопада 2015 по 26 вересня 2016.

## Життєпис
1975—1985 — навчалася у київській СШ № 202, брала участь у олімпіадах. З 1991 по 1996 рік року заочно навчалася у КНУ ім. Шевченка на юридичному факультеті за спеціальністю — правознавство, закінчила спецкурс за спеціальністю фінансове право.
З жовтня 1985 року по січень 1986 року — секретар судового засідання у Жовтневому суді Києва.
З січня 1986 року по грудень 1989 року працювала бухгалтеркою-претензіоністкою на Київській базі «Укоопторггалантерея».
З грудня 1989 по червень 1992 року — лаборантка юридичного факультету КНУ ім. Шевченка. З червня 1992 року по травень 1993 року займала посаду юрисконсульта Ощадного банку України.
У липні 1993 року була прийнята на посаду старшого юрисконсульта до Укрдержстраху «Оранта», де працювала до грудня 1993 року.
З грудня 1993 року по лютий 1994 року — начальник юридичного відділу ВАТ «Банкірський Дім». З лютого 1994 року по вересень 1995 року — заступник Голови Правління АКБ «Аскольд».
З жовтня 1995 року по липень 1996 року — начальник юридичного управління КБ «Фінанси та Кредит».
З липня 1996 року по серпень 2002 року — начальник юридичного відділу АТ «Фінанси та Кредит».
З серпня 2002 року по квітень 2006 року займала посаду директора ТОВ "Юридична компанія «Фінанси та Кредит Лекс».
З січня 2004 року по травень 2006 року — начальник юридичного управління ВАТ «Прогрес» за сумісництвом.

## Політика
- З травня 2006 року по червень 2007 року — народний депутат України V скликання, член Комітету з питань правосуддя.
- З жовтня 2007 року по жовтень 2012 року — народний депутат України VI скл. З грудня 2007 року — секретар Комітету з питань правосуддя.
- З жовтня 2012 року по жовтень 2014 року — народний депутат України VII скл., позафракційна. Обиралася за одномандатним виборчим округом № 63 (Житомирська область).

В грудні 2012 увійшла до Комітету з питань верховенства права та правосуддя, ставши Головою підкомітету з питань цивільного, господарського, адміністративного судочинства, адвокатури та виконання рішень Європейського суду з прав людини. Згодом стала членом Тимчасової слідчої комісії з розслідування порушень законодавства при здійсненні державних закупівель, неефективного використання державних коштів та зловживань службовим становищем з боку посадових осіб Міністерства охорони здоров'я України, інших державних підприємств, установ та організацій у сфері охорони здоров'я та фармацевтичної галузі.
Входила до наступних депутатських об'єднань:
- Член Міжфракційного депутатського об'єднання «Рівні можливості».
- Член Міжфракційного депутатського об'єднання у Верховній Раді України VII скликання «За вітчизняних промисловців та підприємців — роботодавців України».
- Член Тимчасової слідчої комісії Верховної Ради України з питань розслідування фактів порушення законодавства України при здійсненні державних закупівель, неефективного використання державних коштів та зловживань службовим становищем з боку посадових осіб Міністерства охорони здоров'я України, інших державних підприємств, установ та організацій у сфері охорони здоров'я та фармацевтичної галузі.
- Член групи з міжпарламентських зв'язків з Францією, Швейцарією, Великою Британією, Німеччиною, Болгарією, Таїландом, Грецією, Японією, Канадою, Грузією, КНР[3]

Підтримала Євромайдан. Була однією з депутатів, які допомагали пораненим після перших сутичок біля Верховної Ради 19 лютого 2014 р.
На виборах Президента України у травні 2014 року була довіреною особою кандидата Порошенка по територіальному виборчому округу № 68 (Житомирська обл., Андрушівка).
У жовтні 2014 року, на виборах до ВРУ, балотувалася по округу № 63. Здобула 3-є місце. На парламентських виборах 2019 року вчетверте стала народним депутатом, цього разу пройшла по спискам ВО «Батьківщина» (№ 13). Увійшла до Комітету з питань екологічної політики та природокористування.

## Благодійність
2008 року заснувала БФ «ЛАВ», який допомагає малозабезпеченим, багатодітним сім'ям та дитячим будинкам у Житомирській області[джерело?]. З січня 2015 року є керівницею ГО «Інститут розвитку Києва»[джерело?].

## Нагороди та звання
- 2011 — «Заслужений юрист України»[джерело?]

## Родина
- Мати — Лабунська Михайлина Петрівна, народилася 8 червня 1946 року в Фастові Київської області, юристка.
- Батько — Лабунський Віктор Григорович, народився 5 січня 1946 року в с. Високе Брусилівського району Житомирської області, будівельник.
- Чоловік — Барсук Віктор Миколайович
- Троє синів: В'ячеслав, Андрій та Данило. Старший син юрист, приватний нотаріус.

## Статки
- За 2019 рік задекларувала готівки на 59 млн грн[7].
- За 2024 рік задекларовано $2,3 млн, 300 тис. євро, 250 тис. швейцарських франків, 24,4 млн грн[8].